# Cantonul Armentières
Cantonul Armentières este un canton din arondismentul Rijsel, departamentul Nord, regiunea Nord-Pas-de-Calais, Franța.

## Comune
- Armentiers (reședință)
- Bois-Grenier
- Capinghem (Kampingem)
- La Chapelle-d'Armentières (Armentiers-Kapelle)
- Erquinghem-Lys (Erkegem-aan-de-Leie)
- Frelinghien (Ferlingen)
- Houplines (Opline)
- Prémesques (Permeke)